# Mitch Pileggi
Mitch Pileggi (n. 5 aprilie 1952, Portland, Oregon, SUA) este un actor american.
A devenit cunoscut pentru următoarele roluri: Horace Pinker în Shocker, Walter Skinner⁠(d) în Dosarele X, colonelul Steven Caldwell⁠(d) în Stargate Atlantis, Ernest Darby⁠(d) în Sons of Anarchy⁠(d) și Harris Ryland⁠(d) în Dallas (2012–2014).

## Biografie
Pileggi s-a născut în Portland, Oregon, fiul lui Maxine și al lui Vito Pileggi. Din cauza ocupației tatălui său, care lucra în industria armamentului, familia se muta frecvent, iar Pileggi a locuit în Oregon, California și Texas; și-a petrecut o mare parte din adolescență în Turcia.

## Cariera
Pileggi a început să joace în piese de teatru muzical în Turcia încă din timpul școlii. După ce a revenit în Austin din Iran, acesta a apărut în piese de teatru locale și în roluri minore în seriale de televiziune precum Dallas, China Beach⁠(d), Code of Vengeance⁠(d) și Walker, polițist texan.
În anii 1980, Pileggi a apărut în mai multe filme, printre care Clopoțelul sună la trei⁠(d), în rolul lui Duke „The Duker” Herman, paznicul unei parcări liceale. În 1988, a jucat în „Brothers In Arms” în rolul răufăcătorului Caleb și în Shocker în rolul criminalului în serie⁠(d) Horace Pinker. A fost personajul antagonist în filmul de televiziune Knight Rider 2000⁠(d) din 1991, o continuare a serialului Knight Rider⁠(d) din anii 1980. A avut un rol minor în filmul Instinct primar (1992) și în Vampirul din Brooklyn (1995).
Cel mai cunoscut rol al său a fost cel al lui Walter Skinner, asistent al directorului FBI, în serialul Dosarele X. Deși la început a fost un personaj episodic, în 2001 acesta a devenit parte din distribuția principală. Pileggi a apărut în filmele Dosarele X - Înfruntă viitorul din 1998 și în Dosarele X - Vreau să cred. De asemenea, a reinterpretat rolul în miniseria din 2016.
După Dosarele X, Pileggi a apărut în serialul Tarzan⁠(d) din 2003 și a avut un rol în serialul The Mountain⁠(d) alături de Barbara Hershey și Oliver Hudson⁠(d). L-a interpretat pe colonelul Steven Caldwell începând din sezonul al doilea al serialului de televiziune Stargate Atlantis. De asemenea, a apărut într-un episod din CSI: Crime și Investigații și a avut un rol episodic (detectivul Spivak) în Ziua cea mai lungă⁠(d). Pileggi a apărut și în emisiunea Cold Case⁠(d) în episodul „Offender”, având rolul unui tată acuzat că și-a molestat și ucis propriul fiu. A avut rolul lui Larry Jennings, președintele consiliului de administrație al spitalului, în Anatomia lui Grey.
Pileggi a apărut în două episoade din Law and Order: Special Victims Unit⁠(d) în rolul agentului DEA Jack Hammond. Din 2008, Pileggi l-a jucat pe Ernest Darby, șeful unei grupări neonaziste intitulată „Nordics”, în drama FX Sons of Anarchy. De asemenea, l-a interpretat pe ucigașul Norman Hill (AKA The Road Warrior) într-un episod din sezonul patru al serialului Minți criminale⁠(d). În calitate de actor de voce, acesta a realizat vocea personajului Dak'kon în jocul video Planescape: Torment și pe cea a comisarului Jim Gordon⁠(d) în serialul animat The Batman. A fost gazdă a emisiunilor controversate Breaking the Magician's Code: Magic's Biggest Secrets Finally Revealed⁠(d) și Conspiracy Theory: Did We Land on the Moon?.
Pileggi a apărut în serialul dramatic Dallas în rolul lui Harris Ryland. A devenit personaj principal începând cu al doilea sezon.
Începând cu 2014, Pileggi face parte din consiliul consultativ al Sci-Fest LA⁠(d), primul festival anual din Los Angeles de teatru științifico-fantastic, desfășurat în mai 2014.
Pe 21 februarie 2020, s-a anunțat că Pileggi a fost ales să-l interpreteze pe Bonham Walker, tatăl lui Cordell Walker, în noul serial Walker⁠(d).

## Filmografie

### Filme
| An   | Titlu                                     | Rol                           | Note       |
| ---- | ----------------------------------------- | ----------------------------- | ---------- |
| 1982 | Mongrel                                   | Woody                         |            |
| 1987 | Three O'Clock High                        | Duke Herman                   |            |
| 1987 | Death Wish 4: The Crackdown               | Cannery Lab Foreman           |            |
| 1988 | Return of the Living Dead Part II         | Sergeant                      |            |
| 1989 | Shocker                                   | Horace Pinker                 |            |
| 1991 | Guilty as Charged                         | Dominique                     |            |
| 1992 | Basic Instinct                            | Internal Affairs Investigator |            |
| 1994 | Dangerous Touch                           | Vince                         |            |
| 1994 | It's Pat                                  | Concert Guard #2              |            |
| 1995 | Vampire in Brooklyn                       | Tony 'The Hitman'             | Necreditat |
| 1998 | The X-Files                               | Walter Skinner                |            |
| 1998 | Legion of Fire: Killer Ants!              | Police Chief Jeff Croy        |            |
| 2000 | Gun Shy                                   | DEA Agent Dexter Helvenshaw   |            |
| 2007 | Man in the Chair                          | Floyd                         |            |
| 2008 | The X-Files: I Want to Believe            | Walter Skinner                |            |
| 2008 | Flash of Genius                           | Macklin Tyler                 |            |
| 2010 | Woodshop                                  | Miller                        |            |
| 2015 | The Girl In The Photographs               | Sheriff Porter                |            |
| 2017 | Transformers: The Last Knight             | TRF Group Leader              |            |
| 2019 | Polaroid                                  | Sheriff Pembroke              |            |
| 2021 | American Traitor: The Trial of Axis Sally | John Kelley                   |            |

### Seriale
| An                   | Titlu                                    | Rol                          | Note                                           |
| -------------------- | ---------------------------------------- | ---------------------------- | ---------------------------------------------- |
| 1990                 | Dallas                                   | Morrisey                     | 4 episoade                                     |
| 1984                 | The Sky's No Limit                       | Jerry Morrow                 | Film de televiziune                            |
| 1985                 | The A-Team                               | Paul Winkle                  | Episodul: "The Road to Hope"                   |
| 1987                 | Falcon Crest                             | Saunder's Henchman #2        | 2 episoade                                     |
| 1987                 | Downtown                                 | Nick                         | Episodul: "1.13"                               |
| 1987                 | Hooperman                                | Large Biker                  | Episodul: "Baby Talk"                          |
| 1987                 | Ohara                                    | Webster                      | Episodul: "Hot Rocks"                          |
| 1989                 | Dragnet                                  | Bridgewater Hamilton         | Episodul: "Where's Sadie?"                     |
| 1989                 | Alien Nation                             | John Paul Sartre             | Episodul: "The Night of the Screams"           |
| 1989                 | China Beach                              | E.O.D. Sergeant              | Episodul: "With a Little Help from My Friends" |
| 1989                 | Falcon Crest                             | Eddie                        | Episodul: "God of the Grape"                   |
| 1990                 | Mancuso, FBI                             | Prisoner                     | Episodul: "Death and Taxes"                    |
| 1990                 | Hunter                                   | Chuck Danko                  | Episodul: "The Incident"                       |
| 1990                 | Doctor Doctor                            | Coach                        | Episodul: "Ice Follies"                        |
| 1991                 | Knight Rider 2000                        | Thomas Watts                 | Film de televiziune                            |
| 1991                 | Paradise                                 | Rafe                         | Episodul: "The Valley of Death"                |
| 1991                 | The Antagonists                          | Detective Haley              | Episodul: "Full Disclosure"                    |
| 1991                 | Drexell's Class                          | Ex-Boyfriend                 | Episodul: "Bully for Otis"                     |
| 1992                 | Get a Life                               | Nax                          | Episodul: "Chris' Brain Starts Working"        |
| 1992                 | Roc                                      | White Officer                | Episodul: "Roc Works for Joey"                 |
| 1994–2002, 2016–2018 | The X-Files                              | Walter Skinner               | 91 de episoade                                 |
| 1995                 | Pointman                                 | Benny Dirkson                | Episodul: "My Momma's Back"                    |
| 1995                 | Models Inc.                              | The Hit Man                  | Episodul: "Sometimes a Great Commotion"        |
| 1997                 | Players                                  | Jake Morgan                  | Episodul: "Contact Sport"                      |
| 1997–1998            | Magic's Biggest Secrets Finally Revealed | Host                         | Toate episoadele                               |
| 1998                 | Walker, Texas Ranger                     | Paul Grady                   | Episodul: "Money Talks"                        |
| 1999                 | That '70s Show                           | 'Bull'                       | Episodul: "The Good Son"                       |
| 2000                 | ER                                       | Terry Waters                 | Episodul: "Viable Options"                     |
| 2000                 | Batman Beyond                            | Dr. Stanton                  | Episodul: "Payback"                            |
| 2001                 | The Lone Gunmen                          | Walter Skinner               | 2 episoade                                     |
| 2002                 | Dharma & Greg                            | Himself                      | Episodul: "The Tooth Is Out There"             |
| 2002                 | In Search Of... (TV series)              | Himself                      | 8 episoade                                     |
| 2002                 | Birds of Prey                            | Al Hawke                     | Episodul: "Nature of the Beast"                |
| 2003                 | Tarzan                                   | Richard Clayton              | 9 episoade                                     |
| 2003–2005            | Law & Order: Special Victims Unit        | DEA Agent Jack Hammond       | 2 episoade                                     |
| 2004–2005            | The Mountain                             | Colin Dowling                | 13 episoade                                    |
| 2005                 | Eyes                                     | Robert Sutherland            | Episodul: "Whereabouts"                        |
| 2005                 | The West Wing                            | Senator Dresden              | Episodul: "Mr. Frost"                          |
| 2005                 | Nip/Tuck                                 | Dr. Russell Marcus           | Episodul: "Sal Perri"                          |
| 2005–2007            | The Batman                               | Commissioner James Gordon    | 13 episoade                                    |
| 2005–2009            | Stargate Atlantis                        | Colonel Steven Caldwell      | 22 de episoade                                 |
| 2006                 | CSI: Crime Scene Investigation           | Harry 'Happy Harry' Desmond  | Episodul: "Daddy's Little Girl"                |
| 2006–2007            | Day Break                                | Detective Spivak             | 12 episoade                                    |
| 2007                 | Cold Case                                | Mitch Hathaway               | Episodul: "Offender"                           |
| 2007                 | Boston Legal                             | U.S. Attorney Mark Freestone | Episodul: "Guantanamo by the Bay"              |
| 2007                 | Reaper                                   | Detective Dan Stafford       | Episodul: "The Cop"                            |
| 2007–2010            | Grey's Anatomy                           | Larry Jennings               | 9 episoade                                     |
| 2008                 | Brothers & Sisters                       | Browne Carter                | 3 episoade                                     |
| 2008                 | Criminal Minds                           | Norman Hill                  | Episodul: "Normal"                             |
| 2008                 | Recount                                  | Bill Daley                   | Film de televiziune                            |
| 2008–2013            | Sons of Anarchy                          | Ernest Darby                 | 14 episoade                                    |
| 2008–2011            | Supernatural                             | Samuel Campbell / Azazel     | 8 episoade                                     |
| 2008–2009            | Magic's Biggest Secrets Finally Revealed | Narrator                     | 13 episoade                                    |
| 2009                 | In Plain Sight                           | Al Dennison                  | Episodul: "Rubble with a Cause"                |
| 2009–2010            | Medium                                   | Dan Burroughs                | 4 episoade                                     |
| 2010                 | Human Target                             | Leonard Kreese               | Episodul: "Lockdown"                           |
| 2010                 | Castle                                   | Hans Brauer                  | Episodul: "A Deadly Game"                      |
| 2011                 | Leverage                                 | Colin Saunders               | Episodul: "The Hot Potato Job"                 |
| 2012                 | The Finder                               | Eddie Ross                   | Episodul: "Bullets"                            |
| 2012–2014            | Dallas                                   | Harris Ryland                | 35 de episoade                                 |
| 2015                 | Blue Bloods                              | Donald DeCarlo               | Episodul: "Sins Of The Father"                 |
| 2019                 | NCIS                                     | Wynn Crawford                | 2 episoade                                     |
| 2019                 | American Horror Story: 1984              | Art                          | 2 episoade                                     |
| 2019                 | Supergirl                                | Rama Khan                    | Rol episodic                                   |
| 2019                 | The Rookie                               | Rex                          | Episodul "The Night General"                   |
| 2020                 | Helstrom                                 | Papa                         | Episodul: "Hell Storm"                         |
| 2021–2024            | Walker                                   | Bonham Walker                | Rol principal                                  |

### Jocuri video
| An   | Titlu               | Rol            | Note |
| ---- | ------------------- | -------------- | ---- |
| 1998 | The X-Files Game    | Walter Skinner |      |
| 1999 | Planescape: Torment | Dak'kon        |      |